# Gènes de la drosophile

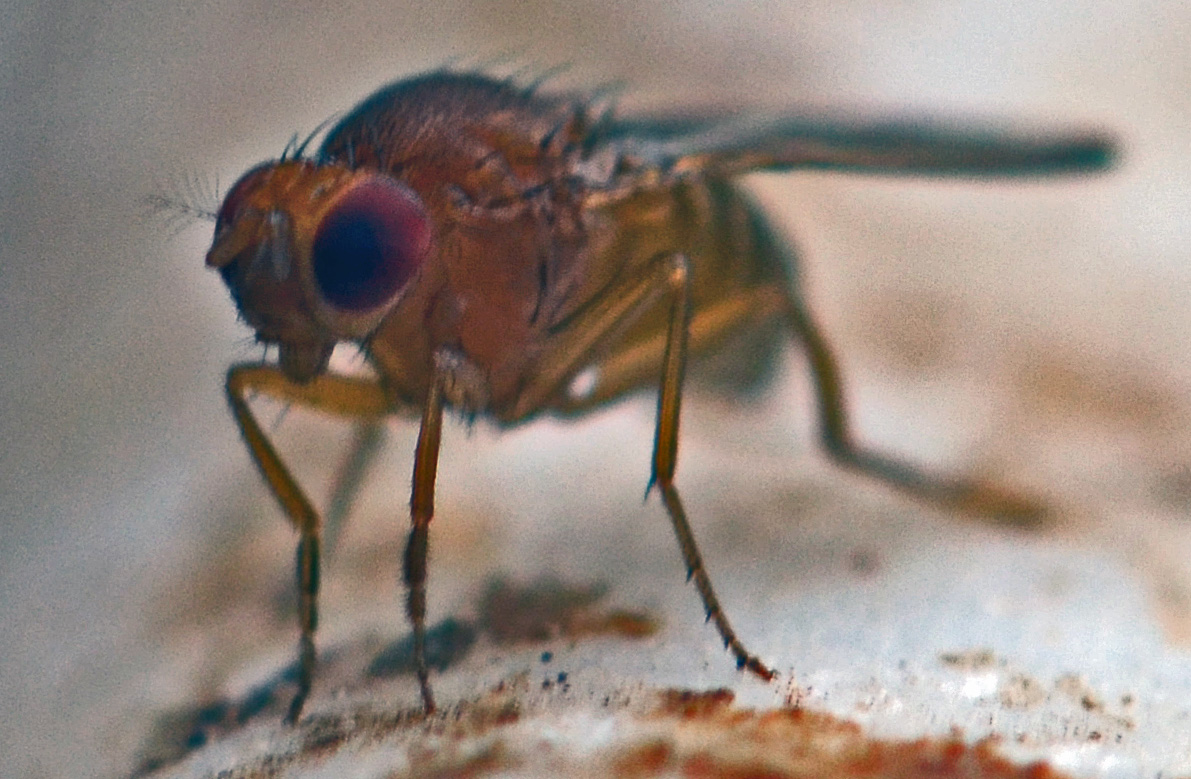
Drosophile.

La drosophile Drosophila melanogaster est un animal modèle de la génétique. Sa petite taille, son taux de reproduction ainsi que son cycle de vie court permettent d'en faire facilement l'élevage dans de simples bocaux à confiture avec des moyens relativement simples. Ceci permet de conduire des expériences de génétique.
Cette mouche a un génome constitué de 13 000 gènes et porté sur 4 paires de chromosomes : Chromosome X, 2, 3 et 4 (qui porte relativement peu de gènes : il est très rarement étudié).
Drosophila melanogaster, et les larves de diptères en général, possèdent des chromosomes géants dans leurs glandes salivaires. Ces chromosomes sont de 100 à 200 fois plus grands que les chromosomes tels qu'on peut les observer lors de la mitose. Appelés chromosomes polytènes, ils sont composés de filaments d'ADN qui ne se séparent pas. Le mot polyténique signifie cela : il s'agit d'un chromosome formé de plusieurs brins.
Des colorations spécifiques (à l'acétocarmin) font alors apparaître des bandes, ce qui permet de faire la cartographie des différents chromosomes et de localiser physiquement les gènes sur les chromosomes.

## Mutants / Gènes
Il convient de préciser qu'il n'existe pas de noms français de ces gènes.
Cette partie est en restructuration. Seuls les noms de gènes avec leur abréviation entre parenthèses sont valides.
| Nom du gène            | Type de gène                 | Phénotype mutant | Rôles du gène | Divers                                                                           |
| ---------------------- | ---------------------------- | --- | --- | -------------------------------------------------------------------------------- |
| Achaete                |                              | | Supprime les soies dorsocentrales du thorax                                                                                               |                                                                                  |
| Antennapedia (ANT-C)   | Homéotique                   | Développement de pattes à la place des antennes lorsqu'il est exprimé de manière anormale dans la tête                                           | Permet la formation des pattes |                                                                                  |
| Arc                    | arc                          | Arc | Donne une aile en arc | chr II                                                                           |
| Aristapedia            |                              | | |                                                                                  |
| Bar                    | B                            | Barre | Réduction de l'œil à une petite barre |                                                                                  |
| Bicoïd (bcd)           | Morphogène                   | bcd - : Pas d'axe antérieur (gène à effet maternel)                                                                                              | Permet la formation de l'axe antérieur de l'embryon                                                                                       | Inhibe la traduction de l'ARNm de caudal et active la transcription de hunchback |
| Bithorax               | BX-C                         | | |                                                                                  |
| Black                  | b                            | Noir | Donne la couleur noire du corps. | chr II                                                                           |
| Bobbed                 | bb                           | coupé court | Donne des soies abdominales de taille réduite.                                                                                            | Sur chr X et Y                                                                   |
| Brown                  | bw                           | Brun | | Taux de mutation spontanée 3 × 10−5                                              |
| Carnation              | car                          | | Donne des yeux roses à la place de rouge brique                                                                                           |                                                                                  |
| ClB                    |                              | | |                                                                                  |
| Curly (CyO)            |                              | Cyo - : Ailes curly (bouclées) | Rend les ailes bouclées | Létal à l'état homozygote                                                        |
| Delta                  | Delta                        | Delta | Affecte la forme des veines des ailes | Létal à l'état homozygote                                                        |
| Dichaete               |                              | | |                                                                                  |
| Double sex             | dsx                          | | Contrôle le développement mâle ou femelle selon sa séquence                                                                               |                                                                                  |
| ebony                  | e                            | ébène | Donne un corps noir prononcé | Sur chr III, taux de mutation spontanée 2 × 10−5                                 |
| engrailed              | gène de polarité segmentaire | | |                                                                                  |
| eyeless-ophthalmoptera |                              | sans-yeux - œil en patte | |                                                                                  |
| forked                 |                              | fourchu | |                                                                                  |
| fushi tarazu           | gène pair rule               | | |                                                                                  |
| fused                  |                              | fusionné | Fusionne les veines des ailes des mâles                                                                                                   |                                                                                  |
| glued                  |                              | englué | |                                                                                  |
| hairless               |                              | sans poil | |                                                                                  |
| Lobe                   | L                            | Lobe | Définit un œil lobé plus ou moins grand                                                                                                   | Sur chr II                                                                       |
| lozenge                |                              | | |                                                                                  |
| miniature              |                              | | |                                                                                  |
| minute                 |                              | minuscule | |                                                                                  |
| Morula                 | M.                           | Morula | Affecte la surface des yeux | Sur chr II                                                                       |
| Müller                 |                              | | |                                                                                  |
| multiple wing hairs    | m                            | | | Sur chr III                                                                      |
| Nanos (nos)            |                              | nos - : Pas d'axe postérieur (gène à effet maternel)                                                                                             | Permet la formation de l'axe postérieur de l'embryon                                                                                      | Inhibe le gène hunchback. Son ARNm est lié à la protéine Oskar (axe postérieur). |
| plum                   | Pm                           | prune | Donne des yeux bruns | Sur chr II                                                                       |
| ref                    |                              | | |                                                                                  |
| scarlet                |                              | incarnat | |                                                                                  |
| Scute                  | sc                           | écaille | Supprime toutes les soies du corps |                                                                                  |
| segregation distorter  |                              | | |                                                                                  |
| sex lethal             | sxl                          | | |                                                                                  |
| singed                 | sn                           | brulé | |                                                                                  |
| spineless              | s                            | sans épine | Réduit la taille des grandes soies de la tête et du thorax                                                                                |                                                                                  |
| stubble                | St                           | Stubble | Les soies sont plus courtes et épaisses                                                                                                   | Sur Chr III (mutation dominante)                                                 |
| sternopleural          | Sp                           | Sternopleural | Donne des soies surnuméraires sur le thorax                                                                                               | Sur Chr II (mutation dominante)                                                  |
| transformer            | tra                          | | Promeut la version féminine de Dsx |                                                                                  |
| Ultrabithorax          | Ubx gène homéotique          | Sa mutation perte de fonction aboutit à la formation d'une paire d'ailes sur le 3e segment thoracique de la drosophile à la place des balanciers | Spécifie le troisième segment thoracique. Inhibe Distal-less dans l'abdomen (ce qui explique qu'ils n'ont pas d'appendices sur l'abdomen) |                                                                                  |
| Vermillion             | v                            | | | Chr X                                                                            |
| Vestigial              | vg                           | Ailes vestigiales | |                                                                                  |
| White (w)              |                              | w - : œil Blanc | Permet la formation de l'œil rouge | w+ désigne une drosophile aux yeux rouges (le gène white est actif)              |
| Yellow                 | y                            | Jaune | Donne un corps jaune | Taux de mutation spontanée 10−4                                                  |

## Éléments génétiques transposables
- Gypsy
- PiggyBac